# Федоронко, Иосиф
Иосиф Федоронко (англ. Joseph Fedoronko; 5 марта 1884 — 31 мая 1971, Филадельфия) — американский православный священник лемковского происхождения, религиозный и общественных деятель карпато-русской эмиграции в США.
Уроженец Лемковщины, эмигрировал в США в молодые годы. Принял сан, многие годы был священником Северо-Американской митрополии Русской православной церкви (с 1970 года — Православная Церковь в Америке), в 1915 был среди основателей православной церкви в городке Фреквиль, штат Нью-Йорк. . Также Иосиф Федоронко много лет был активным участником общественно-политической жизни эмигрантов из Галичины, Буковины, Лемковщины, сохранявших русофильскую традицию (т. н. «Американская Русь»). В 1919 году он возглавил Совет освобождения Карпатской Руси, проведя ряд политических акций в поддержку своих земляков (среди прочего — в поддержку Лемковско-русской республики).
Позднее он участвовал в деятельности лемковского комитета экономической взаимопомощи, в течение многих лет принимал участие в деятельности общественных, культурных и политических организаций карпато-русских эмигрантов, прежде всего лемков. Иосифу Федоронко принадлежат ряд публицистических работ (в том числе, биография поэта и композитора Ильи Тёроха) и мемуары «Воспоминания идеалиста».
Скончался 31 мая 1971 года в городе Филадельфия, штат Пенсильвания.